# Вандленвиль
Вандленви́ль (фр. Vandelainville) — коммуна во французском департаменте Мёрт и Мозель региона Лотарингия. Относится к  кантону Тьокур-Реньевиль.

## География
Вандленвиль расположен в 19 км к юго-западу от Меца и в 40 км к северу от Нанси. Соседние коммуны: Байонвиль-сюр-Ма на востоке, Вильсе-сюр-Ма на юго-западе, Онвиль и Вавиль на западе.

## История
- Коммуна была известна как Вандилинвилла (Wandilinvilla) в 877 году и Ванделей Виллам (Wandelai Villam) в документе императора Оттона I Великого в 960 году.
- В окрестностях коммуны находились обширные виноградники, которые погибли от филлоксеры в начале XX века и последующей Первой мировой войны и уже не восстанавливались.

## Демография
Население коммуны на 2010 год составляло 144 человека.
| 1962 | 1968 | 1975 | 1982 | 1990 | 1999 | 2010 |
| ---- | ---- | ---- | ---- | ---- | ---- | ---- |
| 138  | 138  | 156  | 169  | 138  | 152  | 144  |

## Достопримечательности
- Следы галло-романского присутствия.